# Союз (концерн)
«Сту́дия „Сою́з“» — советский (до 1991 года) и российский (с 1991 года) лейбл звукозаписи (концерн), созданный в 1988 году в Москве как одноимённая студия звукозаписи.

## Деятельность
Концерн «Группа „Союз“» занимается производством и реализацией аудио-, видео- и фотопродукции, а также книг в России. Работает с 1994 года. Является правообладателем «Равноправного фонографического альянса» (РФА) (среди учредителей РФА — ООО «Артстарз студия Союз», занимающееся собственно выпуском музыкальной продукции на CD и DVD).
Концерн объединяет более 50 специализированных магазинов «Союз» и несколько гипермаркетов «Союз», работающих на территории Москвы, Санкт-Петербурга, Богдановича, Воронежа, Екатеринбурга, Ульяновска, Челябинска, Казани, Самары, Нижнего Новгорода, Стерлитамака и Таганрога. Оборот компании в 2005 году превысил 100 млн долл. Около 15-20 % ассортимента DVD и компакт-дисков производилось самим «Союзом». В 2011 году большая часть магазинов закрылась, их осталось всего девять.

## Студия Союз
«Студия Союз» (часть концерна «Союз»), основанная в 1988 году — один из самых узнаваемых лейблов звукозаписи России. За 35 лет своего существования «Студия Союз» выпустила более 1200 наименований музыкальных продуктов. Продукция студии: альбомы как российских (советских), так и западных исполнителей, сборники российской поп-, рок- и хип-хоп-музыки, фильмы-концерты, mp3-коллекции. Приобрела известность благодаря своим номерным сборникам популярной музыки, которые выпускаются с 1991 года по настоящее время. На 2018 год издано 62 сборника.
В июле 2012 года владельцем контрольного пакета акций компании (80 %) стало Российское авторское общество; 20 % акций принадлежат генеральному директору студии.

## Союз-видео
С 1995 года студия выпускает российские и зарубежные фильмы, мультфильмы и видеопрограммы на VHS и DVD, а также на Blu-ray в HD-качестве. Российские и советские мультфильмы выпускаются в сотрудничестве со студией «Союзмультфильм».
Лейбл был закрыт в начале 2013 года, перешёл к «Lizard Cinema Trade», который в 2016 году объединили с «Видеосервис», «Двадцатый Век Фокс СНГ» и «CP Дистрибуция» в «Prior Group» и упразднён в июле 2020 года.